# Levenslied
Pour l’article homonyme, voir Levenslied (nl) pour la série télévisée néerlandaise.
Sous-genres
Smartlap
Genres associés
Musique de variétés, schlager
Le levenslied est un genre musical néerlandais, proche de la variété et du schlager, où des thèmes de la vie quotidienne sont abordés.
André Hazes et Frans Bauer en sont les représentants les plus importants, et Johnny Hoes l'un des producteurs les plus influents de l'histoire du genre.

## Histoire
Le genre se développe avec l'apparition des premiers 78 tours. Les premiers succès du levenslied, sont les chansons Hallo Bandoeng (en) de Willy Derby (de), sortie en 1926 et De Kleine Man (nl) de Louis Davids en 1929. Ces deux morceaux se sont vendus à 50 000 exemplaires, un record à l'époque.
Dans les années 1950, Johnny Hoes s'impose dans ce genre, d'abord en tant qu'artiste puis en tant que producteur. Sa source d'inspiration sont alors les chansons de marins ou des chansons populaires chantées dans la rue, qu'il a pu entendre dans sa jeunesse à Feijenoord à Rotterdam.

## Caractéristiques
Le levenslied est un style de musique néerlandaise aux mélodies calmes, et souvent simples, où les paroles ont une place centrale. Le sujet principal est la vie quotidienne, ses joies et ses déceptions, généralement assorti d'une certaine morale.

## Smartlap
Le smartlap (« larmoyant ») est un sous genre du levenslied, plus sombre et où les paroles parlent plutôt d'histoires tristes ou de situations désespérées sans issue positive possible. On se réfère souvent à Johnny Hoes comme le « roi du smartlap ».